# 테트라피롤
테트라피롤(Tetrapyrrole)은 피롤 구조 4개가 일렬로 또는 고리 모양으로 메틴기나 2가 메틸렌기로 연결된 화합물이다. 대표적으로 헤모글로빈과 엽록소(클로로필)이 있다.